# Andreas Thalhammer
Andreas Thalhammer (* 1984 in Oberwart) ist ein österreichischer Kameramann.

## Leben
Andreas Thalhammer wuchs im Burgenland auf und kam bereits in seiner Kindheit mit einer Kamera in Kontakt, indem er auf Familienreisen Urlaubsvideos mitfilmte. Nach dem Zivildienst begann er an der Universität Wien ein Studium der Theater-, Film- und Medienwissenschaften. Sein erster Filmjob war am Set eines Studenten der Filmakademie Wien, wo er beim Kameradepartment aushalf. Am Set des Diplomfilms eines Filmakademie-Studenten lernte er Xiaosu Han kennen, mit dem er seit 2005 unter dem Namen Stilfabrik zusammenarbeitet.
2011 wurde der von den beiden unter der Regie von Jonathan Sagall gedrehte Film Lipstikka auf der Berlinale gezeigt, 2013 erschien der 3D-Horrorfilm Lost Place, 2015 der in China gedrehte Spielfilm Beijing Carmen. Mit Regisseurin Barbara Eder drehten sie die ORF-Fernsehserie CopStories, den burgenländischen Landkrimi Kreuz des Südens sowie die Tatort-Folge Virus, mit Umut Dağ ebenfalls Folgen der CopStories sowie den ORF-Landkrimi Endabrechnung aus Südtirol, mit Dominik Hartl die beiden Kinospielfilme Beautiful Girl und Angriff der Lederhosenzombies. Der unter der Regie von Josef Hader entstandene Kino-Spielfilm Wilde Maus lief 2017 auf der Berlinale im Wettbewerb um den „Goldenen Bären“. 2017 arbeiteten sie mit erneut Umut Dağ zusammen und filmten für den Norddeutschen Rundfunk den Fernsehfilm Das deutsche Kind.

## Filmografie (Auswahl)
- 2009: Lumina (Fernsehserie, neun Folgen)
- 2010: Baseline
- 2011: Summertime
- 2011: Lipstikka
- 2012: Murt Ramirez Wants to Kick My Ass
- 2013: Return of the Moonwalker
- 2013: Lost Place
- 2014: Stories Forlorn
- 2014–2019: CopStories (Fernsehserie, 14 Episoden)
- 2015: Beautiful Girl
- 2015: Landkrimi – Kreuz des Südens
- 2015: Beijing Carmen
- 2016: Landkrimi – Endabrechnung
- 2016: Angriff der Lederhosenzombies
- 2017: Wilde Maus
- 2017: Tatort: Virus
- 2018: Cops
- 2018: Das deutsche Kind
- 2018: Womit haben wir das verdient?
- 2019–2024: Vienna Blood (Fernsehreihe)
- 2021: Klammer – Chasing the Line
- 2022: Rubikon
- 2024: Crooks (Fernsehserie)

## Auszeichnungen und Nominierungen
Romyverleihung 2022
- Nominierung in der Kategorie Beste Kamera TV/Stream für Klammer – Chasing the Line[4]

Österreichischer Filmpreis 2023
- Nominierung in der Kategorie Beste Kamera für Rubikon[5]

Romyverleihung 2023
- Nominierung in der Kategorie Beste Kamera Kino für Rubikon[6]